# Troy (Oregón)
Troy es un área no incorporada ubicada en el condado de Wallowa en el estado estadounidense de Oregón. Troy se encuentra ubicada al oeste de Flora.

## Geografía
Troy se encuentra ubicada en las coordenadas 45°56′49″N 117°27′06″O / 45.94694, -117.45167.